# Амбра
Амбра е сиво вещество, което в основата си е изградено от восъци. Образува се в червата на кашалотите. Името му произлиза от английската дума за кехлибар – amber, заради сходството в цветовете.

## Свойства
Парчета амбра обикновено имат различна кръгла форма, която тежи от 14 грама до десетки килограми. Най-големият къс амбра е с тегло 340 кг, намерен на брега на остров Мадейра през 1942 г. Плътността е 0,780 – 0,926 кг/м3. При допир се размеква. Топи се при 620С, като образува жълта лепкава течност. При 1000С се изпарява, като образува бяла пара. Разтваря се в алкохоли, етер, етерични масла и киселини, но не се разтваря във вода. В пресен вид представлява мека маса на черен или сивочерен цвят и с неприятна фекална миризма. Под влиянието на морската вода и светлината постепенно изсветлява и става кафяв или сивобял на цвят и се втвърдява.

## Местонахождение
Срещат се плаващи късове амбра край бреговете на Индийския и Тихия океан, по бреговете на Бразилия, Мадагаскар, Африка, Индия, Китай, Япония и Молукските острови.

## Приложение
Използва се в парфюмерията като фиксатор на есенции.